# 東京綠茵
東京綠茵（日語：東京ヴェルディ），是一支日本職業足球會，屬於日本職業足球聯賽的球隊之一，2023年球季J2奪得第三名，取得升班附加賽資格並成功勝出，自2008年降級後，時隔16年於2024年球季重返J1作賽。
東京綠茵的前身是讀賣足球隊（読売サッカークラブ），於1969年成立。1993年，成為日本職業足球聯賽的球隊。因為在東京找不到適合主場，故將主場定為附近的川崎市，又由於名稱禁止有商業成份，球隊易名為川崎綠茵（ヴェルディ川崎），由葡萄牙語的「verde（綠）」而來，但中文譯名則多為川崎讀賣。2001年，球隊將主場改到東京，並易名為東京綠茵1969（東京ヴェルディ1969），中文多作東京日視或東京1969。2008年，在日職聯賽註冊名字去除隊名中的1969，易名至現時的東京綠茵，但商業用途上仍保留1969為公司名字。

## 球會榮譽
- 日本職業足球聯賽冠軍（2）
  - 全年：1993年、1994年
  - 第二階段：1993年、1994年、1995年
- 日本足球聯賽冠軍（5）
  - 1983年、1984年、1987年、1991年、1992年
- 天皇杯（2）
  - 1996年、2004年
- 日本聯賽盃（3）
  - 1992年、1993年、1994年
- 日本超級盃（3）
  - 1994年、1995年、2005年
- 三和銀行盃（1）
  - 1994年

## 著名前球员
- 浩克
- 艾蒙度·艾維斯·迪蘇沙·尼圖
- 比斯馬克·巴列圖·法利亞
- 华盛顿·斯泰卡奈罗·塞凯拉
- 拉蒙·梅内塞斯
- 阿歷山大·洛佩斯
- 阿吉爾·法克斯
- 多尼泽特·潘得拉
- 吉尔伯托·里贝罗·贡萨尔维斯
- 烏拿
- 莫阿基·罗德里格斯·桑托斯
- 丹尼尔·达·席尔瓦
- 卡洛斯·阿爾貝托·迪亞士
- 柏特歷·麥保馬
- 埃德温·伊菲安尼
- 亨尼·梅蒂赫尔
- 三浦知良
- 前園真聖
- 柱谷哲二
- 北澤豪
- 拉莫斯·瑠偉
- 武田修宏

## 外部連結
- 官方网站
- 東京綠茵的Facebook專頁
- 東京綠茵的X（前Twitter）

| 前任： 古河電工 | 亞洲球會錦標賽 1987 | 繼任： 艾薩德 |